# Europsko prvenstvo u rukometu – Hrvatska 2018.
Trinaesto europsko prvenstvo u rukometu održalo se od 12. do 28. siječnja 2018. godine u Hrvatskoj.
Hrvatska je domaćinstvo dobila na 12. Kongresu EHF-a održanom u Dublinu 20. rujna 2014. godine. Za organizaciju turnira još su se natjecale Norveška i Švedska, međutim kako su iste dobile zajedničko domaćinstvo (s Austrijom) EHF Eura 2020., Hrvatska je ostala kao jedini kandidat. Bio je to drugi put da je Hrvatska organizirala EHF Euro, nakon turnira 2000. godine. Turnir 2018. godine bio je posljednji sa 16 reprezentacija, s obzirom na to da je EHF dogovorila proširenje turnira na 24 reprezentacije od 2020. godine.
Španjolska je osvojila prvenstvo, pobijedivši u finalu Švedsku. Francuska nije uspjela obraniti naslov, nego je Danskoj uzela broncu. Domaćin - Hrvatska, u vodstvu Line Červara, minimalnom je pobjedom nad Češkom (28:27) osvojila peto mjesto.

## Izbor domaćina
Kandidature za domaćinstvo Eura 2018. godine inicijalno su poslale tri zemlje – Hrvatska, Norveška i Švedska. Sve tri zemlje već su ranije bili domaćini turnira; Hrvatska je to bila 2000. godine, Švedska dvije godine kasnije, a Norveška tokom 2006. godine. I dok je Hrvatska predala kandidaturu samo za turnir 2018. godine, Norveška i Švedska su, uz Austriju i Dansku, predale kandidature i za turnir 2020. godine. 
Odluka o domaćinstvu zakazana je za 12. Kongres EHF-a, koji se 19. i 20. rujna 2014. godine održao u Dublinu. Kako je izvršni odbor odlučio da će Norveška i Švedska, zajedno s Austrijom, biti domaćini EHF Eura 2020. godine, Hrvatska je efektivno ostala jedini kandidat za domaćinstvo turnira 2018. godine, što je potvrdio i izvršni odbor.

## Dvorane
| Zagreb                                     | Split                                    | ZagrebSplitVaraždinPoreč · |
| ------------------------------------------ | ---------------------------------------- | -------------------------- |
| Arena Zagreb Kapacitet: 15 024             | Spaladium Arena Kapacitet: 10 941        | ZagrebSplitVaraždinPoreč · |
|                                            |                                          | ZagrebSplitVaraždinPoreč · |
| Varaždin                                   | Poreč                                    | ZagrebSplitVaraždinPoreč · |
| Športska dvorana Varaždin Kapacitet: 5 000 | Športska dvorana Žatika Kapacitet: 3 700 | ZagrebSplitVaraždinPoreč · |
|                                            |                                          | ZagrebSplitVaraždinPoreč · |

## Kvalifikacije
Ukupno 38 zemalja je pristupilo kvalifikacijskom procesu, koji se odvijao u dvije faze. U prvoj fazi je sudjelovalo ukupno devet zemalja koje su po svom rangu najlošije na EHF-ovoj ljestvici. Te su zemlje raspoređene u tri jakosne skupine i ždrijebane u tri skupine po tri reprezentacije, a svaka je reprezentacija međusobno igrala dva puta. Iz tih su skupina dalje prolazile samo prvoplasirane momčadi, u ovom slučaju Belgija, Luksemburg i Rumunjska. 
Te su tri reprezentacije odlazile u play-off fazu, gdje su se za prolaz borile protiv tri najlošije plasirane momčadi iz gornjeg dijela ždrijeba, odnosno Finskom, Izraelom i Turskom. Nakon ždrijeba parova, odigrale su se dvije utakmice, a reprezentacija s ukupno boljim rezultatom iz te dvije utakmice je išla u drugu kvalifikacijsku fazu. Play-off faza je zaključena 10. travnja 2016. godine, a u drugu fazu su išle Belgija, Finska i Rumunjska. 
U drugoj fazi je sudjelovalo ukupno 28 reprezentacija, raspoređenih u četiri jakosne skupine, a ždrijebanih u sedam skupina po četiri reprezentacije. U skupinama je svaka reprezentacija međusobno igrala dva puta, a dvije najbolje plasirane momčadi nakon svih odigranih utakmica izborile su nastup na Euru 2018. godine. Njima se također pridružila i najbolje plasirana treća ekipa iz svih sedam skupina, što je u ovom slučaju bio Island. 
Nastup na završnom turniru je, kroz kvalifikacije, izborilo ukupno 15 zemalja, a samo je Hrvatska, kao domaćin, bila direktno plasirana. Sve ostale zemlje morale su svoj nastup izboriti kroz kvalifikacije.

## Kvalificirane momčadi
| Država              | Kvalificirala se kao                 | Datum kvalifikacije | Prijašnji nastupi                                                                       |
| ------------------- | ------------------------------------ | ------------------- | --------------------------------------------------------------------------------------- |
| Hrvatska            | Domaćin                              | 20. rujna 2014.     | 12 (1994., 1996., 1998., 2000., 2002., 2004., 2006., 2008., 2010., 2012., 2014., 2016.) |
| Španjolska          | Pobjednik 3. kvalifikacijske skupine | 6. svibnja 2017.    | 12 (1994., 1996., 1998., 2000., 2002., 2004., 2006., 2008., 2010., 2012., 2014., 2016.) |
| Njemačka            | Pobjednik 5. kvalifikacijske skupine | 6. svibnja 2017.    | 11 (1994., 1996., 1998., 2000., 2002., 2004., 2006., 2008., 2010., 2012., 2016.)        |
| Švedska             | Pobjednik 6. kvalifikacijske skupine | 6. svibnja 2017.    | 11 (1994., 1996., 1998., 2000., 2002., 2004., 2008., 2010., 2012., 2014., 2016.)        |
| Danska              | Pobjednik 1. kvalifikacijske skupine | 14. lipnja 2017.    | 11 (1994., 1996., 2000., 2002., 2004., 2006., 2008., 2010., 2012., 2014., 2016.)        |
| Francuska           | Pobjednik 7. kvalifikacijske skupine | 14. lipnja 2017.    | 12 (1994., 1996., 1998., 2000., 2002., 2004., 2006., 2008., 2010., 2012., 2014., 2016.) |
| Mađarska            | 2. mjesto 1. kvalifikacijske skupine | 15. lipnja 2017.    | 10 (1994., 1996., 1998., 2004., 2006., 2008., 2010., 2012., 2014., 2016.)               |
| Srbija              | 2. mjesto 2. kvalifikacijske skupine | 15. lipnja 2017.    | 4 (2010., 2012., 2014., 2016.)                                                          |
| Bjelorusija         | Pobjednik 2. kvalifikacijske skupine | 15. lipnja 2017.    | 4 (1994., 2008., 2014., 2016.)                                                          |
| Crna Gora           | 2. mjesto 6. kvalifikacijske skupine | 17. lipnja 2017.    | 3 (2008., 2014., 2016.)                                                                 |
| Norveška            | 2. mjesto 7. kvalifikacijske skupine | 17. lipnja 2017.    | 7 (2000., 2006., 2008., 2010., 2012., 2014., 2016.)                                     |
| Slovenija           | 2. mjesto 5. kvalifikacijske skupine | 17. lipnja 2017.    | 10 (1994., 1996., 2000., 2002., 2004., 2006., 2008., 2010., 2012., 2016.)               |
| Austrija            | 2. mjesto 3. kvalifikacijske skupine | 17. lipnja 2017.    | 2 (2010., 2014.)                                                                        |
| Češka               | 2. mjesto 4. kvalifikacijske skupine | 18. lipnja 2017.    | 8 (1996., 1998., 2002., 2004., 2008., 2010., 2012., 2014.)                              |
| Sjeverna Makedonija | Pobjednik 4. kvalifikacijske skupine | 18. lipnja 2017.    | 4 (1998., 2012., 2014., 2016.)                                                          |
| Island              | 3. mjesto 4. kvalifikacijske skupine | 18. lipnja 2017.    | 9 (2000., 2002., 2004., 2006., 2008., 2010., 2012., 2014., 2016.)                       |

## Ždrijeb
Ždrijeb se održao 23. lipnja 2017.
| Jakosna skupina 1                                                    | Jakosna skupina 2                                      | Jakosna skupina 3                                             | Jakosna skupina 4                                                                      |
| -------------------------------------------------------------------- | ------------------------------------------------------ | ------------------------------------------------------------- | -------------------------------------------------------------------------------------- |
| - Njemačka - Španjolska - Hrvatska (izravno u A skupinu) - Francuska | - Danska - Bjelorusija - Švedska - Sjeverna Makedonija | - Norveška (izravno u B skupinu) - Srbija - Crna Gora - Češka | - Mađarska (izravno u D skupinu) - Slovenija (izravno u C skupinu) - Austrija - Island |

## Sudci
26. listopada 2017. EHF je objavio imena 12 sudačkih dvojaca koji će suditi utakmice.
| Država      | Sudci                          |
| ----------- | ------------------------------ |
| Bjelorusija | Andrėj Gousko Siarhej Repkin   |
| Hrvatska    | Matija Gubica Boris Milošević  |
| Češka       | Václav Horáček Jiří Novotný    |
| Danska      | Martin Gjeding Mads Hansen     |
| Francuska   | Stevann Pichon Laurent Reveret |
| Njemačka    | Lars Geipel Marcus Helbig      |

| Država              | Sudci                               |
| ------------------- | ----------------------------------- |
| Litva               | Vaidas Mažeika Mindaugas Gatelis    |
| Sjeverna Makedonija | Đorđi Načevski Slave Nikolov        |
| Portugal            | Duarte Santos Ricardo Fonseca       |
| Rumunjska           | Sorin-Laurențiu Dinu Constantin Din |
| Španjolska          | Óscar Raluy Ángel Sabroso           |
| Rusija              | Jevgenij Zotin Nikolaj Volodkov     |

## Natjecanje po skupinama (prvi krug)

### Skupina A
|  | Plasman u drugi krug |
|  | Izbacivanje          |

|    | Reprezentacija | Bod. | Ut. | Pob. | N. | Por. | Pos. | Pri. | RP  |
| -- | -------------- | ---- | --- | ---- | -- | ---- | ---- | ---- | --- |
| 1. | Švedska        | 4    | 3   | 2    | 0  | 1    | 89   | 82   | +7  |
| 2. | Hrvatska       | 4    | 3   | 2    | 0  | 1    | 92   | 79   | +13 |
| 3. | Srbija         | 2    | 3   | 1    | 0  | 2    | 76   | 88   | -12 |
| 4. | Island         | 2    | 3   | 1    | 0  | 2    | 74   | 82   | -8  |

Izvor: EHF  Arhivirana inačica izvorne stranice od 13. siječnja 2018. (Wayback Machine)
Raspored utakmica skupine A:
| 12. siječnja 2018. 18:15 | Švedska        | 24:26    | Island        | Spaladium Arena Gledatelji: 8.700 Suci: Načevski, Nikolov |
| 12. siječnja 2018. 18:15 | Gottfridsson 6 | (08:15)  | Guðmundsson 7 | Spaladium Arena Gledatelji: 8.700 Suci: Načevski, Nikolov |
| 12. siječnja 2018. 18:15 | 4× 2×          | Izvješće | 2× 3×         | Spaladium Arena Gledatelji: 8.700 Suci: Načevski, Nikolov |

| 12. siječnja 2018. 20:30 | Hrvatska            | 32:22    | Srbija    | Spaladium Arena Gledatelji: 11.000 Suci: Geipel, Helbig |
| 12. siječnja 2018. 20:30 | Stepančić, Štrlek 6 | (14:09)  | Nenadić 6 | Spaladium Arena Gledatelji: 11.000 Suci: Geipel, Helbig |
| 12. siječnja 2018. 20:30 | 3× 2×               | Izvješće | 4× 1×     | Spaladium Arena Gledatelji: 11.000 Suci: Geipel, Helbig |

| 14. siječnja 2018. 18:15 | Srbija | 25:30    | Švedska     | Spaladium Arena Gledatelji: 9.500 Suci: Gjeding, Hansen |
| 14. siječnja 2018. 18:15 | Ilić 5 | (10:16)  | Lagergren 5 | Spaladium Arena Gledatelji: 9.500 Suci: Gjeding, Hansen |
| 14. siječnja 2018. 18:15 | 4× 1×  | Izvješće | 6× 2×       | Spaladium Arena Gledatelji: 9.500 Suci: Gjeding, Hansen |

| 14. siječnja 2018. 20:30 | Island       | 22:29    | Hrvatska  | Spaladium Arena Gledatelji: 10.500 Suci: Zotin, Volodkov |
| 14. siječnja 2018. 20:30 | Pálmarsson 5 | (13:14)  | Cindrić 7 | Spaladium Arena Gledatelji: 10.500 Suci: Zotin, Volodkov |
| 14. siječnja 2018. 20:30 | 4×           | Izvješće | 2× 3×     | Spaladium Arena Gledatelji: 10.500 Suci: Zotin, Volodkov |

| 16. siječnja 2018. 18:15 | Srbija               | 29:26    | Island       | Spaladium Arena Gledatelji: 9.800 Suci: Raluy, Sabroso |
| 16. siječnja 2018. 18:15 | Radivojević, Šešum 5 | (12:12)  | Sigurðsson 8 | Spaladium Arena Gledatelji: 9.800 Suci: Raluy, Sabroso |
| 16. siječnja 2018. 18:15 | 3× 2×                | Izvješće | 4× 3×        | Spaladium Arena Gledatelji: 9.800 Suci: Raluy, Sabroso |

| 16. siječnja 2018. 20:30 | Hrvatska | 31:35    | Švedska     | Spaladium Arena Gledatelji: 11.000 Suci: Horáček, Novotný |
| 16. siječnja 2018. 20:30 | Čupić 7  | (12:17)  | Lagergren 6 | Spaladium Arena Gledatelji: 11.000 Suci: Horáček, Novotný |
| 16. siječnja 2018. 20:30 | 4× 3×    | Izvješće | 5× 2×       | Spaladium Arena Gledatelji: 11.000 Suci: Horáček, Novotný |

### Skupina B
|  | Plasman u drugi krug |
|  | Izbacivanje          |

|    | Reprezentacija | Bod. | Ut. | Pob. | N. | Por. | Pos. | Pri. | RP  |
| -- | -------------- | ---- | --- | ---- | -- | ---- | ---- | ---- | --- |
| 1. | Francuska      | 6    | 3   | 3    | 0  | 0    | 97   | 82   | +15 |
| 2. | Norveška       | 4    | 3   | 2    | 0  | 1    | 103  | 88   | +15 |
| 3. | Bjelorusija    | 2    | 3   | 1    | 0  | 2    | 80   | 91   | -11 |
| 4. | Austrija       | 0    | 3   | 0    | 0  | 3    | 80   | 99   | -19 |

Izvor:EHF  Arhivirana inačica izvorne stranice od 15. siječnja 2018. (Wayback Machine)

Pravila poredka:  1) bodovi; 2) međusobni susreti - bodovi 3) međusobna razlika pogodaka 4) međusobni broj postignutih pogodaka 5) razlika pogodaka
(Q) Qualified to the phase indicated.
Raspored utakmica skupine B:
| 12. siječnja 2018. 18:15 | Bjelorusija | 27:26    | Austrija | Športska dvorana Žatika Gledatelji: 3.100 Suci: Horáček, Novotný |
| 12. siječnja 2018. 18:15 | Kuleš 7     | (14:12)  | Bilyk 8  | Športska dvorana Žatika Gledatelji: 3.100 Suci: Horáček, Novotný |
| 12. siječnja 2018. 18:15 | 4× 3×       | Izvješće | 7× 2× 1× | Športska dvorana Žatika Gledatelji: 3.100 Suci: Horáček, Novotný |

| 12. siječnja 2018. 20:30 | Francuska | 32:31    | Norveška   | Športska dvorana Žatika Gledatelji: 3.600 Suci: Raluy, Sabroso |
| 12. siječnja 2018. 20:30 | Mahé 8    | (15:17)  | Tønnesen 7 | Športska dvorana Žatika Gledatelji: 3.600 Suci: Raluy, Sabroso |
| 12. siječnja 2018. 20:30 | 2×        | Izvješće | 3×         | Športska dvorana Žatika Gledatelji: 3.600 Suci: Raluy, Sabroso |

| 14. siječnja 2018. 18:15 | Austrija | 26:33    | Francuska   | Športska dvorana Žatika Gledatelji: 2.900 Suci: Geipel, Helbig |
| 14. siječnja 2018. 18:15 | Weber 5  | (12:17)  | N'Guessan 7 | Športska dvorana Žatika Gledatelji: 2.900 Suci: Geipel, Helbig |
| 14. siječnja 2018. 18:15 | 5× 1×    | Izvješće | 3×          | Športska dvorana Žatika Gledatelji: 2.900 Suci: Geipel, Helbig |

| 14. siječnja 2018. 20:30 | Norveška                      | 33:28    | Bjelorusija | Športska dvorana Žatika Gledatelji: 2.500 Suci: Načevski, Nikolov |
| 14. siječnja 2018. 20:30 | Sagosen, Bjornsen, Gullerud 6 | (15:12)  | Karaljok 5  | Športska dvorana Žatika Gledatelji: 2.500 Suci: Načevski, Nikolov |
| 14. siječnja 2018. 20:30 | 2× 3×                         | Izvješće | 6× 3×       | Športska dvorana Žatika Gledatelji: 2.500 Suci: Načevski, Nikolov |

| 16. siječnja 2018. 18:15 | Francuska | 32:25    | Bjelorusija  | Športska dvorana Žatika Gledatelji: 2.300 Suci: Mažeika, Gatelis |
| 16. siječnja 2018. 18:15 | Mem 9     | (14:11)  | Padšyvalaŭ 6 | Športska dvorana Žatika Gledatelji: 2.300 Suci: Mažeika, Gatelis |
| 16. siječnja 2018. 18:15 | 2× 3×     | Izvješće | 4× 1×        | Športska dvorana Žatika Gledatelji: 2.300 Suci: Mažeika, Gatelis |

| 16. siječnja 2018. 20:30 | Norveška   | 39:28    | Austrija | Športska dvorana Žatika Gledatelji: 1.600 Suci: Gjeding, Hansen |
| 16. siječnja 2018. 20:30 | Bjørnsen 9 | (18:14)  | Bilyk 9  | Športska dvorana Žatika Gledatelji: 1.600 Suci: Gjeding, Hansen |
| 16. siječnja 2018. 20:30 | 6× 2×      | Izvješće | 5× 3× 2× | Športska dvorana Žatika Gledatelji: 1.600 Suci: Gjeding, Hansen |

### Skupina C
|  | Plasman u drugi krug |
|  | Izbacivanje          |

|    | Reprezentacija      | Bod. | Ut. | Pob. | N. | Por. | Pos. | Pri. | RP  |
| -- | ------------------- | ---- | --- | ---- | -- | ---- | ---- | ---- | --- |
| 1. | Sjeverna Makedonija | 5    | 3   | 2    | 1  | 0    | 79   | 77   | +2  |
| 2. | Njemačka            | 4    | 3   | 1    | 2  | 0    | 82   | 69   | +13 |
| 3. | Slovenija           | 3    | 3   | 1    | 1  | 1    | 77   | 69   | +8  |
| 4. | Crna Gora           | 0    | 3   | 0    | 0  | 3    | 66   | 89   | -23 |

Izvor: EHF  Arhivirana inačica izvorne stranice od 14. siječnja 2018. (Wayback Machine)
Raspored utakmica skupine C:
| 13. siječnja 2018. 17:15 | Njemačka     | 32:19    | Crna Gora  | Arena Zagreb Gledatelji: 8.000 Suci: Pichon, Reveret |
| 13. siječnja 2018. 17:15 | Gehsheimer 9 | (17:09)  | Lipovina 7 | Arena Zagreb Gledatelji: 8.000 Suci: Pichon, Reveret |
| 13. siječnja 2018. 17:15 | 8× 3× 1×     | Izvješće | 4× 2×      | Arena Zagreb Gledatelji: 8.000 Suci: Pichon, Reveret |

| 13. siječnja 2018. 19:30 | Sjeverna Makedonija | 25:24    | Slovenija | Arena Zagreb Gledatelji: 11.000 Suci: Dinu, Din |
| 13. siječnja 2018. 19:30 | Manaskov 8          | (11:11)  | Mlakar 4  | Arena Zagreb Gledatelji: 11.000 Suci: Dinu, Din |
| 13. siječnja 2018. 19:30 | 6× 4×               | Izvješće | 11× 4× 1× | Arena Zagreb Gledatelji: 11.000 Suci: Dinu, Din |

| 15. siječnja 2018. 18:15 | Slovenija | 25:25    | Njemačka     | Arena Zagreb Gledatelji: 11.000 Suci: Mažeika, Gatelis |
| 15. siječnja 2018. 18:15 | Zarabec 5 | (15:10)  | Gensheimer 7 | Arena Zagreb Gledatelji: 11.000 Suci: Mažeika, Gatelis |
| 15. siječnja 2018. 18:15 | 8× 4× 1×  | Izvješće | 3× 4×        | Arena Zagreb Gledatelji: 11.000 Suci: Mažeika, Gatelis |

| 15. siječnja 2018. 20:30 | Crna Gora | 28:29    | Sjeverna Makedonija | Arena Zagreb Gledatelji: 5.000 Suci: Santos, Fonseca |
| 15. siječnja 2018. 20:30 | Čavor 6   | (16:15)  | Kuzmanovski 5       | Arena Zagreb Gledatelji: 5.000 Suci: Santos, Fonseca |
| 15. siječnja 2018. 20:30 | 7× 2× 1×  | Izvješće | 8× 2×               | Arena Zagreb Gledatelji: 5.000 Suci: Santos, Fonseca |

| 17. siječnja 2018. 18:15 | Njemačka   | 25:25    | Sjeverna Makedonija | Arena Zagreb Gledatelji: 5.100 Suci: Gousko, Repkin |
| 17. siječnja 2018. 18:15 | Weinhold 8 | (12:11)  | Taleski 6           | Arena Zagreb Gledatelji: 5.100 Suci: Gousko, Repkin |
| 17. siječnja 2018. 18:15 | 3×         | Izvješće | 2× 3×               | Arena Zagreb Gledatelji: 5.100 Suci: Gousko, Repkin |

| 17. siječnja 2018. 20:30 | Crna Gora    | 19:28    | Slovenija | Arena Zagreb Gledatelji: 6.200 Suci: Gubica, Milošević |
| 17. siječnja 2018. 20:30 | Ševaljević 6 | (13:14)  | Marguč 6  | Arena Zagreb Gledatelji: 6.200 Suci: Gubica, Milošević |
| 17. siječnja 2018. 20:30 | 5× 3×        | Izvješće | 5× 2× 1×  | Arena Zagreb Gledatelji: 6.200 Suci: Gubica, Milošević |

### Skupina D
|  | Plasman u drugi krug |
|  | Izbacivanje          |

|    | Reprezentacija | Bod. | Ut. | Pob. | N. | Por. | Pos. | Pri. | RP  |
| -- | -------------- | ---- | --- | ---- | -- | ---- | ---- | ---- | --- |
| 1. | Španjolska     | 4    | 3   | 2    | 0  | 1    | 81   | 65   | +16 |
| 2. | Danska         | 4    | 3   | 2    | 0  | 1    | 84   | 75   | +9  |
| 3. | Češka          | 4    | 3   | 2    | 0  | 1    | 76   | 86   | -10 |
| 4. | Mađarska       | 0    | 3   | 0    | 0  | 3    | 77   | 92   | -17 |

Izvor: EHF  Arhivirana inačica izvorne stranice od 16. siječnja 2018. (Wayback Machine)
Raspored utakmica skupine D:
| 13. siječnja 2018. 18:15 | Španjolska                 | 32:15    | Češka      | Športska dvorana Varaždin Gledatelji: 3.780 Suci: Santos, Fonseca |
| 13. siječnja 2018. 18:15 | Rivera, Entrerríos, Solé 5 | (16:09)  | Kašpárek 5 | Športska dvorana Varaždin Gledatelji: 3.780 Suci: Santos, Fonseca |
| 13. siječnja 2018. 18:15 | 2× 1×                      | Izvješće | 4× 2×      | Športska dvorana Varaždin Gledatelji: 3.780 Suci: Santos, Fonseca |

| 13. siječnja 2018. 20:30 | Danska          | 32:25    | Mađarska | Športska dvorana Varaždin Gledatelji: 5.170 Suci: Gubica, Milošević |
| 13. siječnja 2018. 20:30 | Lauge Schmidt 7 | (14:12)  | Lékai 5  | Športska dvorana Varaždin Gledatelji: 5.170 Suci: Gubica, Milošević |
| 13. siječnja 2018. 20:30 | 5× 2× 1×        | Izvješće | 5× 3×    | Športska dvorana Varaždin Gledatelji: 5.170 Suci: Gubica, Milošević |

| 15. siječnja 2018. 18:15 | Mađarska  | 25:27    | Španjolska      | Športska dvorana Varaždin Gledatelji: 3.470 Suci: Dinu, Din |
| 15. siječnja 2018. 18:15 | Bánhidi 6 | (12:13)  | četiri igrača 4 | Športska dvorana Varaždin Gledatelji: 3.470 Suci: Dinu, Din |
| 15. siječnja 2018. 18:15 | 5× 4×     | Izvješće | 2× 4×           | Športska dvorana Varaždin Gledatelji: 3.470 Suci: Dinu, Din |

| 15. siječnja 2018. 20:30 | Češka      | 28:27    | Danska   | Športska dvorana Varaždin Gledatelji: 4.100 Suci: Gousko, Repkin |
| 15. siječnja 2018. 20:30 | Zdráhala 8 | (15:16)  | Hansen 7 | Športska dvorana Varaždin Gledatelji: 4.100 Suci: Gousko, Repkin |
| 15. siječnja 2018. 20:30 | 4× 3×      | Izvješće | 3× 2×    | Športska dvorana Varaždin Gledatelji: 4.100 Suci: Gousko, Repkin |

| 17. siječnja 2018. 18:15 | Češka       | 33:27    | Mađarska | Športska dvorana Varaždin Gledatelji: 3.790 Suci: Pichon, Reveret |
| 17. siječnja 2018. 18:15 | Zdráhala 14 | (15:11)  | Lékai 9  | Športska dvorana Varaždin Gledatelji: 3.790 Suci: Pichon, Reveret |
| 17. siječnja 2018. 18:15 | 3× 2× 1×    | Izvješće | 1×       | Športska dvorana Varaždin Gledatelji: 3.790 Suci: Pichon, Reveret |

| 17. siječnja 2018. 20:30 | Španjolska      | 22:25    | Danska    | Športska dvorana Varaždin Gledatelji: 4.100 Suci: Zotin, Volodkov |
| 17. siječnja 2018. 20:30 | A. Dujšebajev 6 | (13:14)  | Balling 8 | Športska dvorana Varaždin Gledatelji: 4.100 Suci: Zotin, Volodkov |
| 17. siječnja 2018. 20:30 | 1× 3×           | Izvješće | 3×        | Športska dvorana Varaždin Gledatelji: 4.100 Suci: Zotin, Volodkov |

## Natjecanje po skupinama (drugi krug)

### Skupina I
|  | Plasman u poluzavršnicu |
|  | Za 5. mjesto            |
|  | Izbacivanje             |

|    | Reprezentacija | Bod. | Ut. | Pob. | N. | Por. | Pos. | Pri. | RP  |
| -- | -------------- | ---- | --- | ---- | -- | ---- | ---- | ---- | --- |
| 1. | Francuska      | 10   | 5   | 5    | 0  | 0    | 156  | 130  | +26 |
| 2. | Švedska        | 6    | 5   | 3    | 0  | 2    | 136  | 127  | +9  |
| 3. | Hrvatska       | 6    | 5   | 3    | 0  | 2    | 147  | 138  | +9  |
| 4. | Norveška       | 6    | 5   | 3    | 0  | 2    | 152  | 144  | +8  |
| 5. | Bjelorusija    | 2    | 5   | 1    | 0  | 4    | 123  | 151  | −28 |
| 6. | Srbija         | 0    | 5   | 0    | 0  | 5    | 136  | 160  | −24 |

| 18. siječnja 2018. 18:15 | Srbija             | 27:32    | Norveška            | Arena Zagreb Gledatelji: 3.200 Suci: Santos, Fonseca |
| 18. siječnja 2018. 18:15 | Beljanski, Šešum 5 | (17:17)  | Bjørnsen, Sagosen 8 | Arena Zagreb Gledatelji: 3.200 Suci: Santos, Fonseca |
| 18. siječnja 2018. 18:15 | 4× 2×              | Izvješće | 3× 2×               | Arena Zagreb Gledatelji: 3.200 Suci: Santos, Fonseca |

| 18. siječnja 2018. 20:30 | Hrvatska           | 25:23    | Bjelorusija | Arena Zagreb Gledatelji: 8.100 Suci: Zotin, Volodkov |
| 18. siječnja 2018. 20:30 | Mamić, Stepančić 5 | (15:12)  | Jurynok 6   | Arena Zagreb Gledatelji: 8.100 Suci: Zotin, Volodkov |
| 18. siječnja 2018. 20:30 | 1× 4×              | Izvješće | 3× 1×       | Arena Zagreb Gledatelji: 8.100 Suci: Zotin, Volodkov |

| 20. siječnja 2018. 18:15 | Švedska    | 17:23    | Francuska   | Arena Zagreb Gledatelji: 7.100 Suci: Raluy, Sabroso |
| 20. siječnja 2018. 18:15 | Jeppsson 4 | (08:10)  | Sorhaindo 5 | Arena Zagreb Gledatelji: 7.100 Suci: Raluy, Sabroso |
| 20. siječnja 2018. 18:15 | 4× 2×      | Izvješće | 2× 3× 1×    | Arena Zagreb Gledatelji: 7.100 Suci: Raluy, Sabroso |

| 20. siječnja 2018. 20:30 | Hrvatska | 32:28    | Norveška  | Arena Zagreb Gledatelji: 13.000 Suci: Dinu, Din |
| 20. siječnja 2018. 20:30 | Štrlek 6 | (15:13)  | Sagosen 8 | Arena Zagreb Gledatelji: 13.000 Suci: Dinu, Din |
| 20. siječnja 2018. 20:30 | 6× 4×    | Izvješće | 2× 3×     | Arena Zagreb Gledatelji: 13.000 Suci: Dinu, Din |

| 22. siječnja 2018. 18:15 | Srbija      | 30:39    | Francuska                  | Arena Zagreb Gledatelji: 1.700 Suci: Gjeding, Hansen |
| 22. siječnja 2018. 18:15 | Zelenović 7 | (12:19)  | Caucheteux, L. Karabatić 7 | Arena Zagreb Gledatelji: 1.700 Suci: Gjeding, Hansen |
| 22. siječnja 2018. 18:15 | 4× 1×       | Izvješće | 3×                         | Arena Zagreb Gledatelji: 1.700 Suci: Gjeding, Hansen |

| 22. siječnja 2018. 20:30 | Švedska            | 29:20    | Bjelorusija       | Arena Zagreb Gledatelji: 1.400 Suci: Horáček, Novotný |
| 22. siječnja 2018. 20:30 | Lagergren, Wanne 4 | (16:11)  | Karaljok, Kuleš 4 | Arena Zagreb Gledatelji: 1.400 Suci: Horáček, Novotný |
| 22. siječnja 2018. 20:30 | 4× 3×              | Izvješće | 4× 1×             | Arena Zagreb Gledatelji: 1.400 Suci: Horáček, Novotný |

| 24. siječnja 2018. 16:00 | Srbija    | 27:32    | Bjelorusija | Arena Zagreb Gledatelji: 1.000 Suci: Raluy, Sabroso |
| 24. siječnja 2018. 16:00 | Nenadić 7 | (11:16)  | Puhoŭski 9  | Arena Zagreb Gledatelji: 1.000 Suci: Raluy, Sabroso |
| 24. siječnja 2018. 16:00 | 5× 2×     | Izvješće | 6× 4×       | Arena Zagreb Gledatelji: 1.000 Suci: Raluy, Sabroso |

| 24. siječnja 2018. 18:15 | Švedska     | 25:28    | Norveška | Arena Zagreb Gledatelji: 8.100 Suci: Načevski, Nikolov |
| 24. siječnja 2018. 18:15 | Tollbring 6 | (11:12)  | Myrhol 7 | Arena Zagreb Gledatelji: 8.100 Suci: Načevski, Nikolov |
| 24. siječnja 2018. 18:15 | 3× 2× 1×    | Izvješće | 6× 4×    | Arena Zagreb Gledatelji: 8.100 Suci: Načevski, Nikolov |

| 24. siječnja 2018. 20:30 | Hrvatska | 27:30    | Francuska | Arena Zagreb Gledatelji: 14.000 Suci: Geipel, Helbig |
| 24. siječnja 2018. 20:30 | Štrlek 6 | (13:19)  | Remili 6  | Arena Zagreb Gledatelji: 14.000 Suci: Geipel, Helbig |
| 24. siječnja 2018. 20:30 | 3×       | Izvješće | 5×        | Arena Zagreb Gledatelji: 14.000 Suci: Geipel, Helbig |

### Skupina II
|  | Plasman u poluzavršnicu |
|  | Za 5. mjesto            |
|  | Izbacivanje             |

|    | Reprezentacija      | Bod. | Ut. | Pob. | N. | Por. | Pos. | Pri. | RP  |
| -- | ------------------- | ---- | --- | ---- | -- | ---- | ---- | ---- | --- |
| 1. | Danska              | 8    | 5   | 4    | 0  | 1    | 140  | 123  | +17 |
| 2. | Španjolska          | 6    | 5   | 3    | 0  | 2    | 142  | 118  | +24 |
| 3. | Češka               | 5    | 5   | 2    | 1  | 2    | 113  | 131  | -18 |
| 4. | Slovenija           | 4    | 5   | 1    | 2  | 2    | 134  | 133  | +1  |
| 5. | Njemačka            | 4    | 5   | 1    | 2  | 2    | 124  | 126  | -2  |
| 6. | Sjeverna Makedonija | 3    | 5   | 1    | 1  | 3    | 114  | 136  | -22 |

| 19. siječnja 2018. 18:15 | Njemačka | 22:19    | Češka | Športska dvorana Varaždin Gledatelji: 2.130 Suci: Gubica, Milošević |
| 19. siječnja 2018. 18:15 | Fäth 8   | (9:10)   | Číp 6 | Športska dvorana Varaždin Gledatelji: 2.130 Suci: Gubica, Milošević |
| 19. siječnja 2018. 18:15 | 3× 2×    | Izvješće | 4× 3× | Športska dvorana Varaždin Gledatelji: 2.130 Suci: Gubica, Milošević |

| 19. siječnja 2018. 20:30 | Slovenija | 28:31    | Danska    | Športska dvorana Varaždin Gledatelji: 5.230 Suci: Pichon, Reveret |
| 19. siječnja 2018. 20:30 | Zarabec 6 | (14:16)  | Hansen 11 | Športska dvorana Varaždin Gledatelji: 5.230 Suci: Pichon, Reveret |
| 19. siječnja 2018. 20:30 | 5× 2×     | Izvješće | 3× 2×     | Športska dvorana Varaždin Gledatelji: 5.230 Suci: Pichon, Reveret |

| 21. siječnja 2018. 18:15 | Njemačka | 25:26    | Danska     | Športska dvorana Varaždin Gledatelji: 3.112 Suci: Gubica, Milošević |
| 21. siječnja 2018. 18:15 | Kühn 6   | (09:08)  | Lindberg 9 | Športska dvorana Varaždin Gledatelji: 3.112 Suci: Gubica, Milošević |
| 21. siječnja 2018. 18:15 | 3× 4×    | Izvješće | 1× 3×      | Športska dvorana Varaždin Gledatelji: 3.112 Suci: Gubica, Milošević |

| 21. siječnja 2018. 20:30 | Sjeverna Makedonija | 20:31    | Španjolska | Športska dvorana Varaždin Gledatelji: 3.796 Suci: Gousko, Repkin |
| 21. siječnja 2018. 20:30 | Manaskov, Stoilov 4 | (06:15)  | Gurbindo 6 | Športska dvorana Varaždin Gledatelji: 3.796 Suci: Gousko, Repkin |
| 21. siječnja 2018. 20:30 | 1× 3×               | Izvješće | 3×         | Športska dvorana Varaždin Gledatelji: 3.796 Suci: Gousko, Repkin |

| 23. siječnja 2018. 18:15 | Slovenija | 31:26    | Španjolska | Športska dvorana Varaždin Gledatelji: 4.176 Suci: Dinu, Din |
| 23. siječnja 2018. 18:15 | Marguč 5  | (13:12)  | Solé 6     | Športska dvorana Varaždin Gledatelji: 4.176 Suci: Dinu, Din |
| 23. siječnja 2018. 18:15 | 8× 3×     | Izvješće | 3× 1×      | Športska dvorana Varaždin Gledatelji: 4.176 Suci: Dinu, Din |

| 23. siječnja 2018. 20:30 | Sjeverna Makedonija | 24:25    | Češka    | Športska dvorana Varaždin Gledatelji: 3.780 Suci: Zotin, Volodkov |
| 23. siječnja 2018. 20:30 | Taleski 5           | (13:11)  | Horák 8  | Športska dvorana Varaždin Gledatelji: 3.780 Suci: Zotin, Volodkov |
| 23. siječnja 2018. 20:30 | 2× 3×               | Izvješće | 5× 3× 1× | Športska dvorana Varaždin Gledatelji: 3.780 Suci: Zotin, Volodkov |

| 24. siječnja 2018. 16:00 | Slovenija                    | 26:26    | Češka      | Športska dvorana Varaždin Gledatelji: 2.873 Suci: Santos, Fonseca |
| 24. siječnja 2018. 16:00 | Kavtičnik, Marguč, Zarabec 5 | (11:12)  | Zdráhala 9 | Športska dvorana Varaždin Gledatelji: 2.873 Suci: Santos, Fonseca |
| 24. siječnja 2018. 16:00 | 2× 3×                        | Izvješće | 4× 2×      | Športska dvorana Varaždin Gledatelji: 2.873 Suci: Santos, Fonseca |

| 24. siječnja 2018. 18:15 | Sjeverna Makedonija | 20:31    | Danska      | Športska dvorana Varaždin Gledatelji: 2.343 Suci: Mažeika, Gatelis |
| 24. siječnja 2018. 18:15 | Kuzmanovski 6       | (12:12)  | Damgaard 11 | Športska dvorana Varaždin Gledatelji: 2.343 Suci: Mažeika, Gatelis |
| 24. siječnja 2018. 18:15 | 2× 1×               | Izvješće | 3×          | Športska dvorana Varaždin Gledatelji: 2.343 Suci: Mažeika, Gatelis |

| 24. siječnja 2018. 20:30 | Njemačka | 27:31    | Španjolska | Športska dvorana Varaždin Gledatelji: 1.289 Suci: Pichon, Reveret |
| 24. siječnja 2018. 20:30 | Häfner 5 | (13:14)  | Balaguer 6 | Športska dvorana Varaždin Gledatelji: 1.289 Suci: Pichon, Reveret |
| 24. siječnja 2018. 20:30 | 2× 3×    | Izvješće | 1× 3×      | Športska dvorana Varaždin Gledatelji: 1.289 Suci: Pichon, Reveret |

## Kalkulacije i mogućnosti prolaska
Nakon prvog kruga, a osobito zadnjih dvaju kola drugog kruga stvorile su se mogućnosti u kojima četiri momčadi mogu proći dalje, ali i ispasti.

## Završnica
|  | Polufinale | Polufinale |    |           | Finale       | Finale |
|  |            |            |    |           |              |        |
|  |            |            |    |           |              |        |
|  | Francuska  | 23         |    |           |              |        |
|  | Španjolska | 27         |    |           |              |        |
|  |            |            |    |           |              |        |
|  |            |            |    |           |              |        |
|  |            |            |    |           | Španjolska   | 29     |
|  |            | Švedska    | 23 |           |              |        |
|  |            |            |    |           |              |        |
|  |            |            |    |           |              |        |
|  |            |            |    |           | Treće mjesto |        |
|  |            |            |    |           |              |        |
|  | Danska     | 34         |    | Francuska | 32           |        |
|  | Švedska    | 35         |    |           | Danska       | 29     |

### Poluzavršnica
| 26. siječnja 2018. 18:00 | Francuska   | 23:27    | Španjolska | Arena Zagreb Gledatelji: 6.000 Suci: Načevski, Nikolov |
| 26. siječnja 2018. 18:00 | Sorhaindo 6 | (09:15)  | Solé 7     | Arena Zagreb Gledatelji: 6.000 Suci: Načevski, Nikolov |
| 26. siječnja 2018. 18:00 | 4× 3×       | Izvješće | 4× 3×      | Arena Zagreb Gledatelji: 6.000 Suci: Načevski, Nikolov |

| 26. siječnja 2018. 20:30 | Danska              | 34:35 (PR) | Švedska      | Arena Zagreb Gledatelji: 9.000 Suci: Geipel, Helbig |
| 26. siječnja 2018. 20:30 | Hansen 12           | (14:16)    | Zachrisson 8 | Arena Zagreb Gledatelji: 9.000 Suci: Geipel, Helbig |
| 26. siječnja 2018. 20:30 | 3× 1×               | Izvješće   | 4× 1×        | Arena Zagreb Gledatelji: 9.000 Suci: Geipel, Helbig |
| 26. siječnja 2018. 20:30 | Kr.: 28:28 Pr.: 6:7 |            |              | Arena Zagreb Gledatelji: 9.000 Suci: Geipel, Helbig |

### Utakmica za 5. mjesto
| 26. siječnja 2018. 15:30 | Hrvatska  | 28:27    | Češka       | Arena Zagreb Gledatelji: 3.500 Suci: Raluy, Sabroso |
| 26. siječnja 2018. 15:30 | Horvat 10 | (16:10)  | Zdráhala 13 | Arena Zagreb Gledatelji: 3.500 Suci: Raluy, Sabroso |
| 26. siječnja 2018. 15:30 | 2× 4×     | Izvješće | 2× 3×       | Arena Zagreb Gledatelji: 3.500 Suci: Raluy, Sabroso |

### Utakmica za 3. mjesto
| 28. siječnja 2018. 18:00 | Francuska      | 32:29    | Danska      | Arena Zagreb Gledatelji: 6.700 Suci: Dinu, Din |
| 28. siječnja 2018. 18:00 | N. Karabatić 9 | (17:14)  | Lindberg 12 | Arena Zagreb Gledatelji: 6.700 Suci: Dinu, Din |
| 28. siječnja 2018. 18:00 | 3× 4×          | Izvješće | 5× 3×       | Arena Zagreb Gledatelji: 6.700 Suci: Dinu, Din |

### Utakmica za 1. mjesto
| 28. siječnja 2018. 20:30 | Španjolska       | 29:23    | Švedska   | Arena Zagreb Gledatelji: 9.000 Suci: Gubica, Milošević |
| 28. siječnja 2018. 20:30 | Balaguer, Solé 5 | (12:14)  | Nielsen 5 | Arena Zagreb Gledatelji: 9.000 Suci: Gubica, Milošević |
| 28. siječnja 2018. 20:30 | 2× 4×            | Izvješće | 3× 4×     | Arena Zagreb Gledatelji: 9.000 Suci: Gubica, Milošević |

### Konačni plasman
| Pozicija | Momčad              | Napomena                    |
| -------- | ------------------- | --------------------------- |
|          | Španjolska          | izravan plasman na SP 2019. |
|          | Švedska             |                             |
|          | Francuska           | svjetski prvaci 2017.       |
| 4        | Danska              |                             |
| 5        | Hrvatska            | domaćin                     |
| 6        | Češka               |                             |
| 7        | Norveška            |                             |
| 8        | Slovenija           |                             |
| 9        | Njemačka            |                             |
| 10       | Bjelorusija         |                             |
| 11       | Sjeverna Makedonija |                             |
| 12       | Srbija              |                             |
| 13       | Island              |                             |
| 14       | Mađarska            |                             |
| 15       | Austrija            |                             |
| 16       | Crna Gora           |                             |

## O prvenstvu
Na završnoj konferenciji EHF-a u povodu prvenstva predsjednik EHF-a Michael Wiederer:
»Bio sam u sve četiri dvorane i vidio sam navijače iz svih država, medijsko praćenje je bilo dobro, a europski rukomet je zaista dostojno predstavljen svijetu. Na ovom natjecanju u Hrvatskoj sam vidio da rukomet raste, a to pokazuju i uspjesi određenih reprezentacija koje nisu bile među favoritima.«
Zanimljivo da, jer je ovo bilo posljednje prvenstvo sa 16 reprezentacija, Hrvatska bila domaćin posljednjem prvenstvu s 12 reprezentacija 2000. godine. Dopredsjednik EHF-a Predrag Bošković iznio je tri važne stvari za razvoj rukometa koje su započele na ovom prvenstvu. To su video tehnologija, rukomet se pokazao "čistim" športom jer su sva doping ispitivanja bila negativna, a EHF je organizirao brojne sastanke Upravnih odbora, Nadzornih odbora, Master Course tečaj za trenere, ždrijeb za Europsko kadetsko prvenstvo i Konferenciju predsjednika europskih saveza.
Prosječno je na svakoj utakmici bilo oko 500 volontera. Prvenstvo je pratilo 1260 predstavnika medija, a prijenos je išao u 175 zemalja kroz 130 medijskih partnera. U usporedbi s prethodnim prvenstvom u Poljskoj, utakmice je pratilo 17% više gledatelja, dok ih je na RTL-u u Hrvatskoj prosječno pratilo 1,2 milijuna gledatelja. Uz veliku praćenost službenog kanala na YouTubeu (više od 2 mil. pregleda) i Snapchatu, na kojem su brojni najbolji potezi s utakmica postali su vrlo viralni pa je tako obrana praznog gola njemačkog igrača Runea Dahmkea pogledana 3 milijuna puta samo na društvenim mrežama ESPN-a u Sjedinjenim Američkim Državama. Uz statistike gledanosti, valja istaknuti i kako je na seminaru trenera u Poreču sudjelovalo 650 rukometnih trenera.

## Vanjske poveznice
- Službena stranica  Arhivirana inačica izvorne stranice od 23. siječnja 2018. (Wayback Machine)
- Branimir Korać: Euro u brojevima: Zdrahala sveprisutan, Karačić peti asistent, očajna statistika Palmarssona  Arhivirana inačica izvorne stranice od 31. siječnja 2018. (Wayback Machine), Sportnet, 29. siječnja 2018.
- Branimir Korać: Štrlek i Gojun u idealnoj momčadi Europskog prvenstva, Gottfridsson MVP  Arhivirana inačica izvorne stranice od 31. siječnja 2018. (Wayback Machine), Sportnet, 28. siječnja 2018.